# Peter Sandkamm-Möller

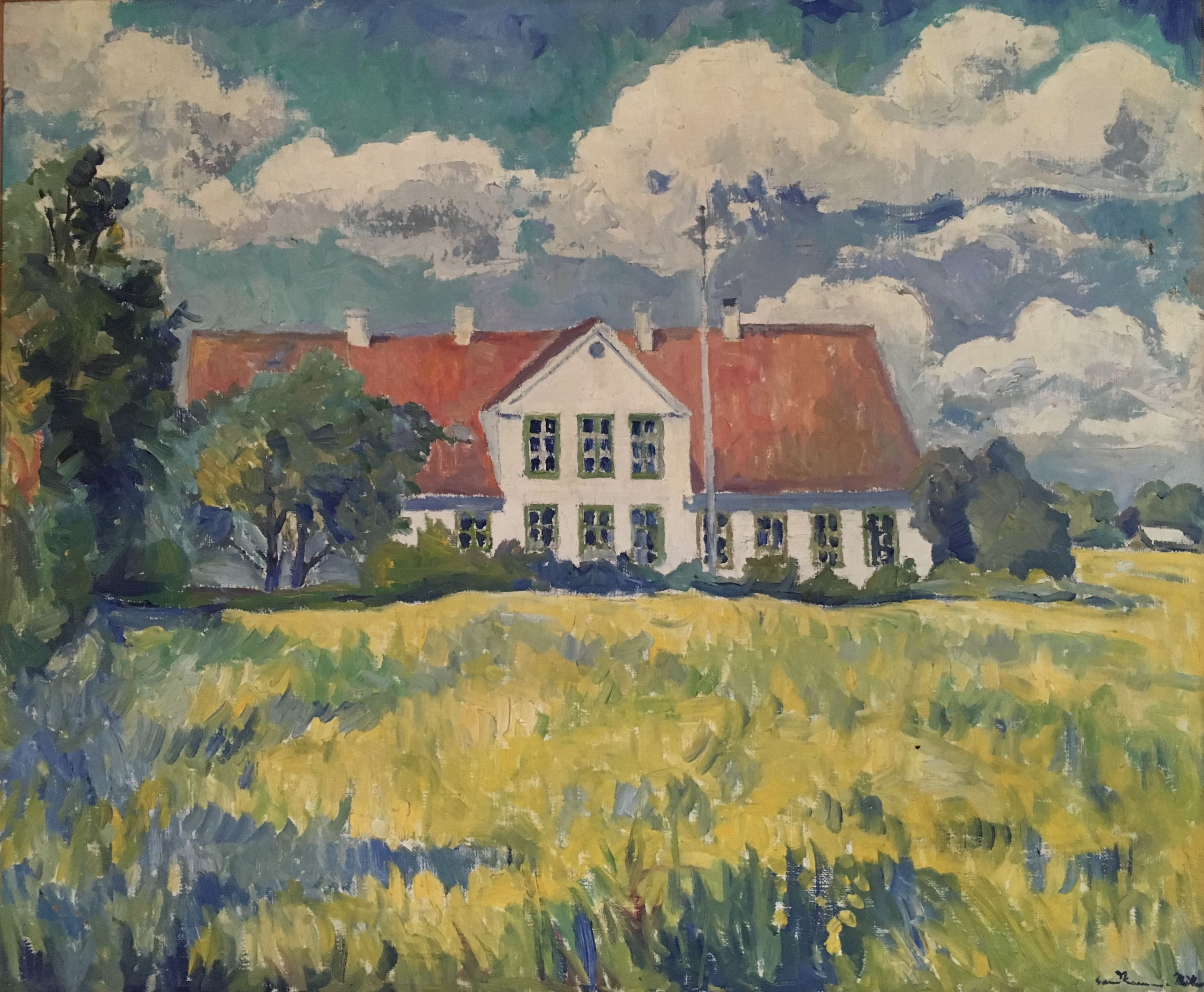
Peter Sandkamm-Møller, Bauernhaus auf Alsen

Peter Sandkamm-Möller (* 17. Mai 1893 in Schauby/Skovby auf der Insel Alsen; † 4. März 1981 in Augustenburg) war ein Maler und gehörte zu den einflussreichsten Vertretern des Spätexpressionismus in Dänemark.

## Leben
Nach der Schulzeit besuchte Sandkamm-Möller das Lehrerseminar in Tondern, beendete die Ausbildung jedoch nicht, sondern ging nach Berlin, um an der Kunstschule des Westens und bei Lovis Corinth Malen und Zeichnen, bei Fritz Genutat Porträt und Akt zu studieren. Aus dem Ersten Weltkrieg kehrte er 1916 als Verwundeter zurück. Bis 1918 verdingte er sich als Lohnbuchhalter.
1921 ging er nach Weimar, wo er beim Landschaftsmaler Professor Hugo Gugg studierte. Von Gugg als „ausgelernt“ entlassen kehrte Sandkamm nach Schauby zurück, wo er bald die junge Lehrerin Anna Sandkamm kennenlernte und heiratete, die ihm den Doppelnamen Sandkamm-Möller einbrachte.
1932 erfolgte der Umzug in das eigene neue Haus am Kleinhaff, in dem sich fortan frohes Schaffen entwickelte. Sandkamm-Möller malte, was er sah: Alsinger Bauernhäuser, Alsinger Blumenpracht, Alsinger Landschaften. Seine geliebte Insel mit ihrer Natur war sein Hauptmotiv.
Anfang der 1970er Jahre traf es ihn doppelt hart. Seine Frau starb, und er erblindete. Sein ungebrochener positiver Lebenswille und die neue Lebensgefährtin Helene Charlotte Wolf sorgten dafür, dass auch nach der Erblindung eine Fülle von Bildern entstanden, von denen viele in einem von ihr 2002 herausgegebenen Bildband zu sehen sind.
Seine letzte große Ausstellung in der Deutschen Zentralbücherei Apenrade und die Eröffnung am 3. April 1981 erlebte Peter Sandkamm-Möller nicht mehr. Den größten Teil des Werkes von S-M, wie er sich gerne anreden ließ, vermachte er der Kommune Augustenburg zur Ausschmückung des Caroline-Amalie-Heims. Einen weiteren Bestand gibt es im Deutschen Museum Nordschleswig in Sonderburg.

## Werke von und über Peter Sandkamm-Möller
- Helene-Charlotte Wolf: Peter Sandkamm-Möller – Der Alsen-Maler. Klartext-Verlag, Essen 2002, ISBN 3-89861-046-2